# Turbidité
Ne doit pas être confondu avec Turbidite.

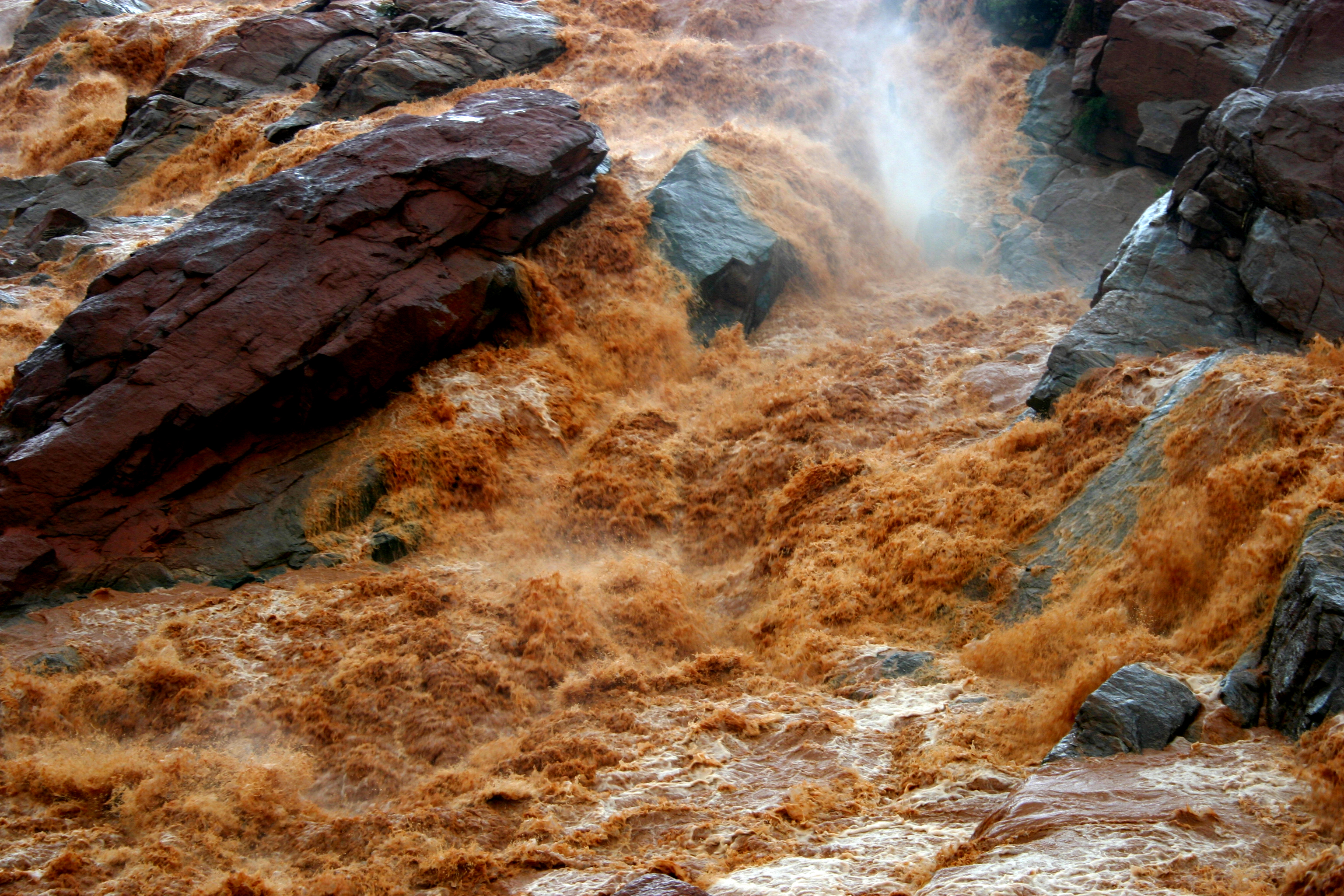
Les fortes pluies sur sols dévégétalisés sont le premier facteur d'augmentation de la turbidité (fleuve Betsiboka à Madagascar).

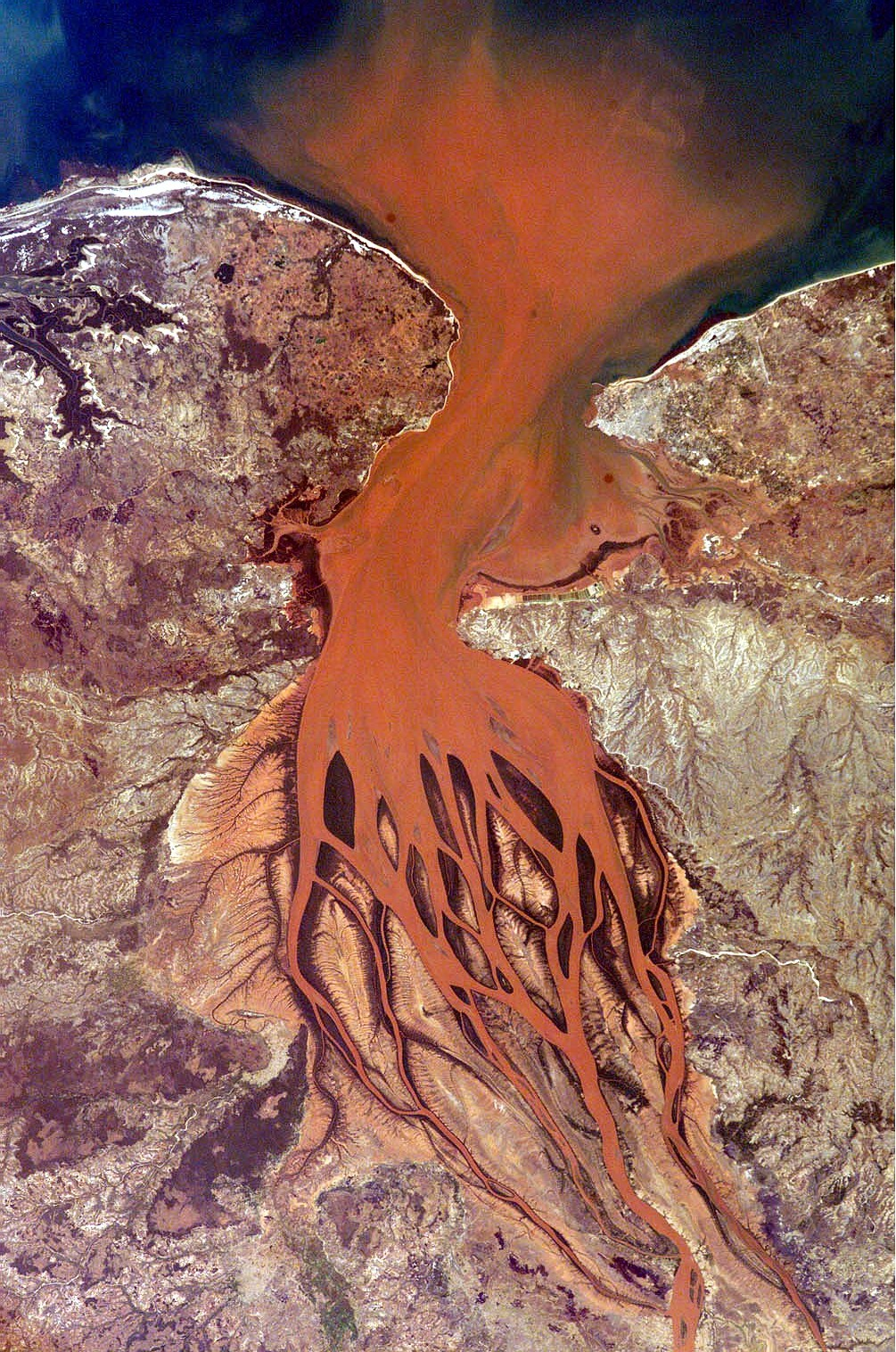
L'estuaire du fleuve Betsiboka et son « éventail turbiditique » vu de satellite (le 2 août 2002 / NASA).

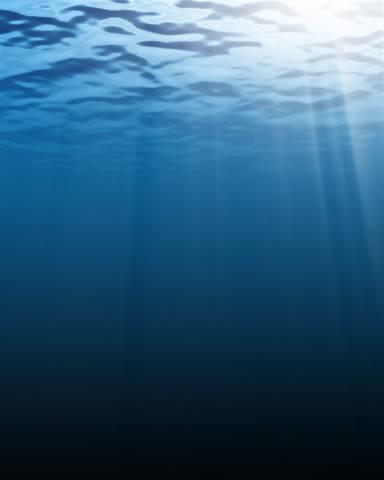
La limpidité des eaux est un facteur écologique important.
Dans une eau claire, 40 % des ultraviolets conservent un pouvoir désinfectant à 1 m de profondeur. La turbidité réduit fortement ce pouvoir.

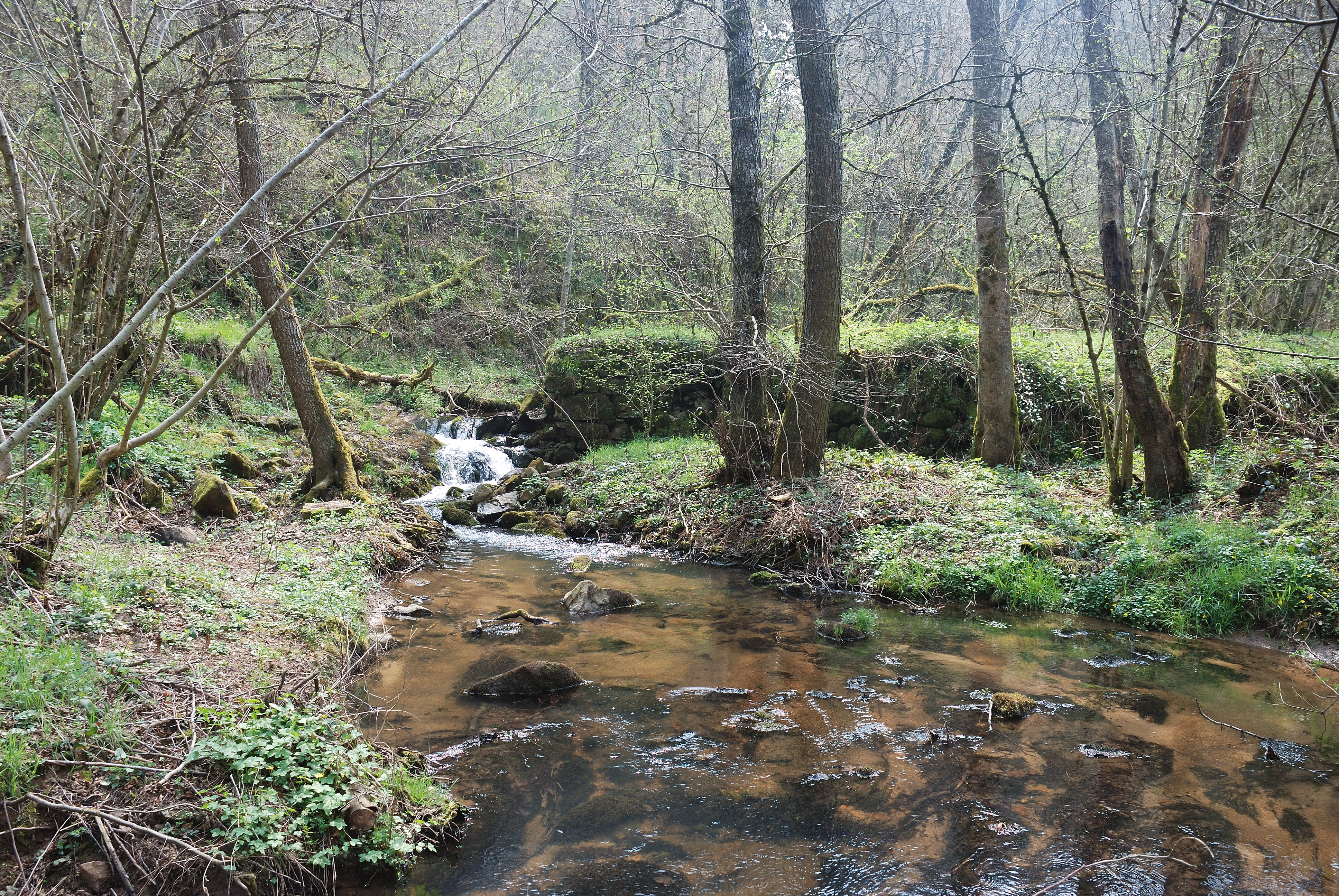
Les cours d'eau de montagne et des zones boisées ou enherbées sont souvent transparents, malgré le courant. Une couleur thé peut provenir des acides humiques du sol.

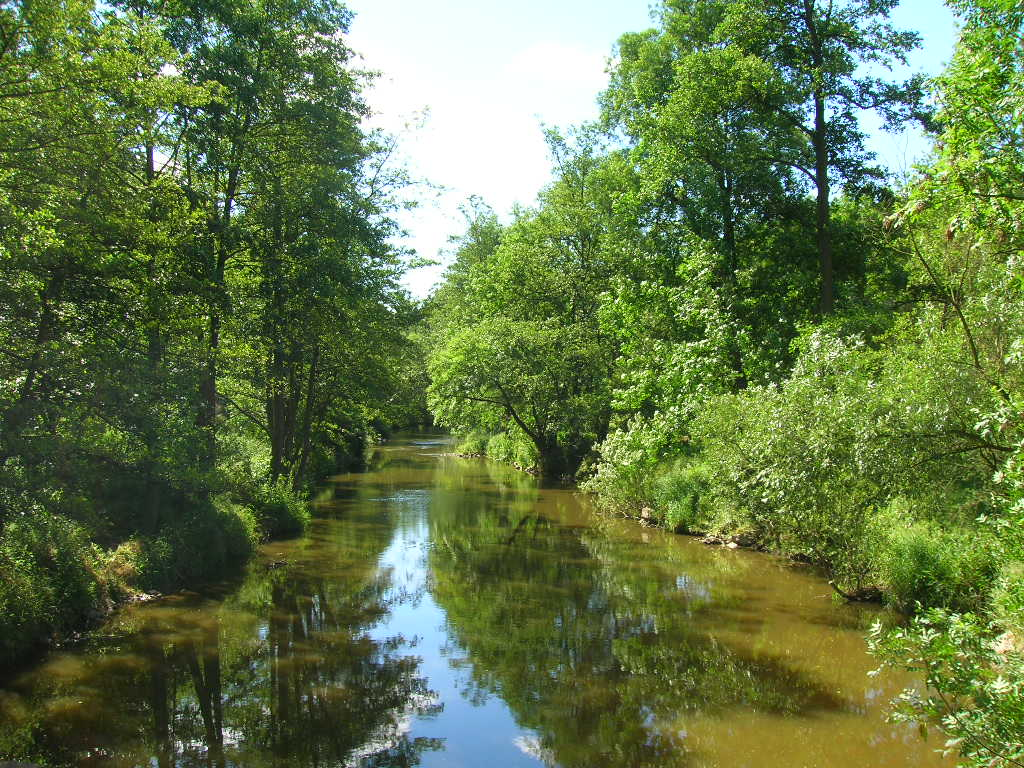
La turbidité croissante des rivières est essentiellement liée aux pratiques agricoles.

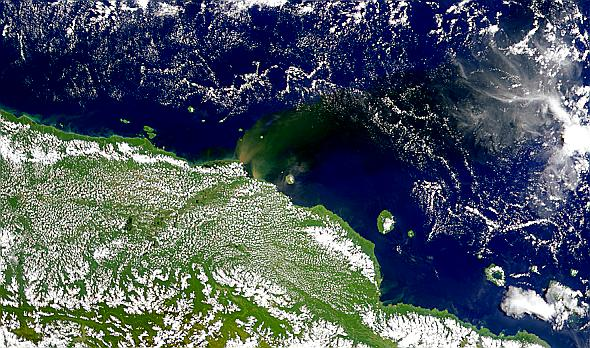
Les apports en mer des fleuves Sepik et Ramu de Papouasie-Nouvelle-Guinée sont visibles par satellite.

La turbidité désigne la teneur d'un fluide en matières qui le troublent. Dans les cours d'eau, elle est généralement causée par des matières en suspension et des particules colloïdales qui absorbent, diffusent ou réfléchissent la lumière. Dans les eaux eutrophes, il peut aussi s'agir de bactéries et de micro-algues. Quand un fleuve turbide se jette en mer, il crée généralement un bouchon vaseux, un delta sédimentaire et produit en mer un « éventail turbiditique » parfois bien visible depuis un satellite. 
La turbidité est un facteur écologique important, qui peut traduire :
- une teneur importante (normale ou non) en matières en suspension : argile, limon, particules fines organiques ou inorganiques (consécutive par exemple à l'érosion, au lessivage de sols fragiles, dégradés ou agricoles labourés) ;
- une teneur élevée en plancton ;
- une pollution ou eutrophisation de l'eau, cause éventuelle d’asphyxie (par anoxie) du milieu ou de colmatage des branchies des poissons.

## Aspects environnementaux
Les eaux turbides limitent la pénétration des rayons lumineux nécessaires à la photosynthèse, et la pénétration des rayons UV qui jouent un rôle important en limitant les populations microbiennes de certains éléments pathogènes[réf. nécessaire]. Les impacts d'une turbidité due à des matières en suspension de diamètre important, sont très différents de ceux d'une simple coloration de l'eau due à des acides humiques (Rio negro en Amazonie par exemple)[Interprétation personnelle ?]. Les organismes filtrants et les phénomènes de sédimentation contrôlent de manière importante la turbidité de l'eau.
Les eaux marines sont cristallines dans les zones oligotrophes, et naturellement turbides dans les zones eutrophes (et donc riches en plancton) ou dans les zones à fort courant et marées (pas de Calais entre la Manche et la mer du Nord, par exemple). Dans les détroits où l'eau est agitée, les particules en suspension elles-mêmes servent de support à une vie aérobie [réf. souhaitée], qui n'est pas sans rappeler le système développé par les systèmes d'épuration à lit fluidisé.
La couleur de l'eau, liée à la nature des matières en suspension, a un impact sur la température de l'eau (un liquide foncé absorbe mieux la chaleur, un liquide blanc se réchauffant le moins vite), son évaporation et donc sur sa salinité ainsi plus largement que localement sur le microclimat et l'albédo.

## Causes naturelles
La turbidité des eaux douces augmente après de fortes pluies par exemple par érosion des sols notamment lorsqu'ils sont dévégétalisés, lors de l’effondrement de berges ou par remise en suspension des particules sédimentaires. 
En eaux douces ou marines, le développement d'organismes divers (bactéries, micro-algues...) peut entrainer une augmentation de la turbidité. Ce développement peut être causé par la quantité naturelle d'eutrophisants. Des apports sous-marins (endo-upwelling) de nutriments peuvent localement induire une turbidité durable ou saisonnière, de même que des émissions volcaniques chroniques. Des glissements de terrain sous-marins sur pentes vaseuses peuvent temporairement aussi induire des turbulences ou courants turbides,.

## Causes anthropiques
Outre les émissions opacifiantes, colorantes ou de matières en suspension à partir de sources industrielles, urbaines, domestiques ou agricoles, certains blooms planctoniques, bien visibles par satellite ou depuis une observation en avion, sont liés aux pollutions par les nitrates et le phosphore, mais peuvent aussi probablement avoir des causes naturelles.
Le compartiment sédimentaire des lacs et des fleuves et celui de la mer surtout est un gigantesque réservoir de matières, dont certaines sont des nutriments essentiels. C'est aussi une zone où se concentrent de nombreux polluants, biodégradables ou non. On l’a longtemps considéré comme un piège, mais des activités humaines modifient les courants, détruisent les herbiers, labourent les sédiments (pêche au chalut) ou contribuent à des remises en suspension importantes (vidange en mer des boues de dragage des ports, mise en suspension par exploitation de carrières sous-marines).
La turbidité résulte du bilan naturel et anthropique :
- des apports fluviatiles ;
- des apports atmosphériques ;
- des échanges eaux-sédiments, liés aux mouvements de masses d'eau (courant, tempêtes…).

En eau douce, les eaux stagnantes oligotrophes sont généralement très limpides, parfois couleur thé (acides humiques). La turbidité vient surtout du bassin versant (érosion, dissolution) ou de travaux d'extraction dans le lit du fleuve.
Dans les mares ou étangs, ou cours d'eau à courant lent, l'utilisation excessive de boules d'amorces (mélange de terre et de diverses substances appétentes) par les pêcheurs à la ligne, et parfois un ré-empoissonnement excessif se traduisent par une pollution organique et une turbidité des étangs de pêche ou des cours d'eau à courant lent.
En mer, le chalutage et certaines pratiques de pêche industrielle des coquillages contribuent de manière croissante à entretenir une turbidité de l'eau, source de dégradation de l'environnement marin, notamment par la remise en suspension de sédiments pollués.
Une étude a comparé l’impact des vagues (et des tempêtes exceptionnelles de novembre 1999 et décembre 2003) et celui du chalutage sur la remise en suspension et la dispersion de matière particulaire dans le golfe du Lion. La resuspension naturelle est dominée par les brèves périodes (environ une journée par évènement) de fortes houles causées par les vents marins du sud-est, en hiver, dans la bande infralittorale (entre le rivage et 30-40 m de fond). Les vents continentaux (mistral et tramontane), prédominants sur l’année, n’ont pas d’effet notable sur la remise en suspension des fonds mais contrôlent la dispersion des eaux turbides. Ce phénomène est naturel et permet un relargage de sels nutritifs piégés dans les eaux interstitielles du sédiment, qui se traduit temporairement par la production et la biomasse bactérienne. Les effets du chalutage de fond sur le benthos sont reconnus et importants, parfois comparés aux « coupes claires » en forêt, mais l’impact sur la resuspension du sédiment et le relargage de matières dissoutes et particulaires n'en était pas mesuré. Cette étude n'a pas montré de resuspension par les chaluts pélagiques tractés à proximité du fond, mais un impact très important des chaluts de fond sur le remaniement des sédiments fins, quantitativement comparable à celui des plus grosses tempêtes, mais exercé sur le plateau (50 m à 200 m de profondeur) où la resuspension par les vagues et les courants est négligeable, à une profondeur où la photosynthèse a peu d'impacts. Selon cette étude, l’activité quotidienne et annuelle de la flottille de 50 chalutiers environ du golfe du Lion, « c’est une superficie comparable à celle du plateau du golfe du Lion qui serait labourée annuellement » (en fait certains secteurs y sont labourés régulièrement et d’autres jamais).
Dans ce golfe les vagues et les courants augmentent la turbidité essentiellement en zone sablo-vaseuse sur le plateau interne (jusqu’à 40 m de fond), alors que le chalutage a le plus d'impact entre 80 et 100 m de fond, là où les sédiments sont surtout vaseux. Les quantités de particules exportées sont comparables du fait que les aires de pression du chalutage sont sur le plateau externe, plus près du talus continental.
Une cinquantaine de chalutiers remobiliseraient dans ce golfe près de 5 millions de tonnes par an de sédiment côtier. C’est l’équivalent de l’apport particulaire annuel du Rhône. La partie la plus lourde du sédiment se redépose rapidement. On connaît mal les impacts de la charge restante sur le benthos et ceux de la remise en biodisponibilité de sels nutritifs émis en quantité de plusieurs ordres de grandeur plus importante que les flux naturels par bioturbation et diffusion naturelle à partir du sédiment. Des impacts semblent possibles sur les cycles biogéochimiques, dont celui du carbone dont on connaît l’importance pour le climat. Les particules fines exportées vers l’océan ouvert à partir de cette resuspension des sédiments sur le plateau augmente légèrement la turbidité marine au large, avec des impacts non étudiés.

## Méthodes de mesure

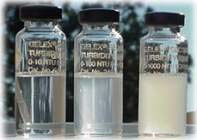
Turbidités standards de 5, 50 et 500 UTN.

La turbidité est principalement mesurée par différentes méthodes de photométrie des milieux troubles comme la néphélométrie, l'opacimétrie et la turbidimétrie,. Elle est généralement exprimée en UTN (unité de turbidité néphélométrique). L'étalonnage se fait à l'aide de témoins solides.
Une méthode plus ancienne mais suffisante pour certaines utilisations de terrain, consiste à utiliser une éprouvette dont le fond est marqué d'une croix noire. Plus le liquide est trouble et moins il faut en ajouter pour voir disparaître la croix : il est donc possible de graduer l'éprouvette en UTN après étalonnage. Cette méthode est grossière mais suffisante pour apprécier la turbidité d'un moût de blanc ou rosé au débourbage et donc piloter l'opération.
En océanographie et en limnologie, on utilise depuis longtemps pour mesurer la turbidité de l'eau de mer le disque de Secchi : il s'agit d'un disque horizontal de dimension normalisée descendu dans l'eau à l'aide d'une ligne graduée ; on mesure la profondeur à laquelle le disque disparaît pour l'observateur situé à la surface, ou la profondeur à laquelle il réapparaît. La « profondeur de Secchi » obtenue par moyenne de ces mesures constitue une mesure de la turbidité.
D'autres méthodes sont disponibles, dont les profileurs ADCP antérieurement utilisés comme courantomètres, via la mesure de l'intensité rétrodiffusée du signal, qui permet de quantifier les fortes concentration de matières en suspension (ADCP 600 kHz testé dans l'estuaire de la Gironde, particulièrement turbide, avec plus de 1000 mg/L de MES).

## Unités de mesure de la turbidité
Dans le domaine de l’eau, la norme NF EN ISO 7027 donne deux unités de mesure de la turbidité utilisant la formazine comme étalon :
- FNU (Formazine Nephelometric Unit), ou NFU utilisé dans le Décret n°2001-1220 du 20 décembre 2001 relatif aux eaux destinées à la consommation humaine, à l'exclusion des eaux minérales naturelles. Cette unité mesure la turbidité sous un angle de 90° à une longueur d’onde de 860 nm ;
- FAU (Formazine Attenuation Unit) mesure la lumière transmise (180°).

L’unité de turbidité prescrite par l’Environmental Protection Agency (EPA – USA) est le NTU (Nephelometric Turbidity Unit) (UTN en français). La mesure s’effectue sur la lumière diffusée à 90°, mais à une longueur d’onde différente de 860 nm.
Correspondance entre unités : 
Pour des turbidités inférieures à 10 à 20 NFU : 1 NFU = 1 NTU. Au-delà 1 NFU = 0,6 NTU.

## Lien entre turbidité et matières en suspension
La turbidité est facile à mesurer en continu de façon automatique contrairement à la concentration en Matière en suspension. La turbidité est pour cela couramment utilisée pour avoir une estimation en continu de la concentration en MES dans le milieu naturel.
La turbidité dépend de la quantité de matière en suspension mais aussi de leur type (taille, forme, composition). Il n'existe donc pas de relation fiable et universelle entre la turbidité et les MES en milieu naturel puisqu'elle varie d'un environnement à un autre et peut être très instable dans le temps. Cependant, on peut tout de même dire que les FNU et NTU sont généralement de l'ordre de grandeur du mg/L de MES.